# Мерал Конрат
Мерал Конрат (тур. Meral Konrat; 11 березня 1963, Караман, Туреччина) — турецька акторка, співачка й телеведуча кримськотатарського походження.

## Біографія
Народилася 11 березня 1963 року в Карамані у родині кримських татар. Після закінчення середньої школи вступила до Університету Мармари на рекламний факультет. 
Після закінчення університету вирішила стати акторкою й співачкою і в 1988 році дебютувала в турецькому кінематографі та знялася у 26 роботах у кіно. Про популярність акторки дізнався режисер Расим Оджагов та запросив її на головну роль у фільмі «Тахміна». Оскільки Конрат не знала азербайджанської мови, її роль дублювала акторка Наджиба Гусейнова. 
У 1994 році стала телеведучою телеканалу TGRT, і пропрацювавши рівно 10 років, перейшла на телеканал Karadəniz, де працює понині.

## Фільмографія
- 1988 — Üçüncü Göz
- 1989 — ** Allahım Sen Bilirsin
  - Doktorlar
  - Gülbeyaz
  - İsa, Musa, Meryem
  - Oyunun Sonu
- 1990 — Yalı
- 1991 — Karanlığın Sonu
- 1992 — ** Anasının Kızı
- Sarı Çiçek Sokağı
- 1993 — ** Arayış
  - İşgal Altında
  - Kederli Yıllar
  - Тахміна (Азербайджан)
- 1994 — ** Kadere 45 Var
  - Oy Deposu
- Kadere 45 Var
- 1995 — ** Kader (yapımcı-oyuncu)
  - Kesişme — 1995
- 1998 — Yaz Aşkım
- 2003 — Elveda
- 2004 — Derya Geyiği
- 2005 — Zehir ve Şifa

### Роки зйомок невідомі
- Aşk ve Barış (yapımcı oyuncu)
- Dostlarımız
- Mırıl Mırıl Münevver
- Solan Gül (dizi yapımcı oyuncu)